# 実年
実年（じつねん）とは、1985年11月25日に当時の厚生省が公募に基づいて決定した50歳代・60歳代の年齢層を指す言葉。官庁用語などでは使われるものの一般には普及しなかった。
1980年代、高齢化の進展によって世界有数の長寿国となった日本においては以前においては老年あるいは高齢者として見られてきた50歳代・60歳代を高齢者扱いする事に対する疑問の声が上がるようになり、定年の延長や高齢者の雇用促進によってこれらの世代を有効活用すべきであるとする声が高まってきた。そこで厚生省は壮年とも老年とも言いがたいこれらの世代を表す用語を一般から募集する事になった。厚生省は「中高年齢層に関する新名称公募委員会」（委員長・本田宗一郎国民健康会議座長）を編成し、国民から公募した約31万通の意見から選考を行った。
公募の意見で最も多かったのは人生の成熟を意味する「熟年」であった（1万2145通）。これはこの世代を指す言葉としては1980年前後から用いられていた言葉ではあったが、「広告代理店業者による造語」「熟したあとは腐って落ちるイメージがある」という2つの理由で選考委員に支持されなかった。このため、「熟年」は最終候補そのものから外されて、次点（6055通）の「実年」が「人生で一番充実する時代というイメージや実りのときという意味があって五十、六十歳代にふさわしい。左右対称の字に落ち着きがある」「字の意味がふさわしく、読み書きが容易で、語感がよく、少、青、壮、老と並べて使うのに適当」といった選考委員の支持を得て、金賞に選ばれて採用された（ちなみに銀賞は人生の充実を意味する「充年」（4615通で第3位）であった）。
だが、最終的には官庁主導で決められたこの言葉の普及はさっぱり進まず、役所などの一部で使用されるに留まった。

## 関連する作品
当時、まさにその実年世代であった宮川泰・すぎやまこういち・曽根幸明の3人がユニット「実年隊」を結成し、シングル「じつねん白書」（作詞：二木光子、作曲：三木たかし、編曲：服部克久。1986年12月1日発売）を発売している。
また、同じく実年世代であったハナ肇とクレイジーキャッツの曲に、この言葉が作られたことを記念しているともおちょくっているとも取れる様な作品「実年行進曲」（作詞：青島幸男 作曲：大瀧詠一。1986年4月23日発売）がある。